# Liodon
Liodon anceps
Genre
Espèce
Synonymes
- Leiodon Owen, 1841 (préoccupé)

Liodon est un genre éteint et douteux de mosasauridés ayant vécu durant le Crétacé supérieur, connu à partir de fossiles découverts au St James' Pit en Angleterre et possiblement du bassin d'Ouled Abdoun au Maroc. Une seule espèce est connue, Liodon anceps, décrite par Louis Agassiz en 1846. Bien que douteux et ayant des affinités phylogénétiques incertaines, Liodon fut historiquement un taxon très important dans la systématique des mosasaures, étant l'un des genres sur lesquels était basée la famille des Mosasauridae.

## Historiques des recherches

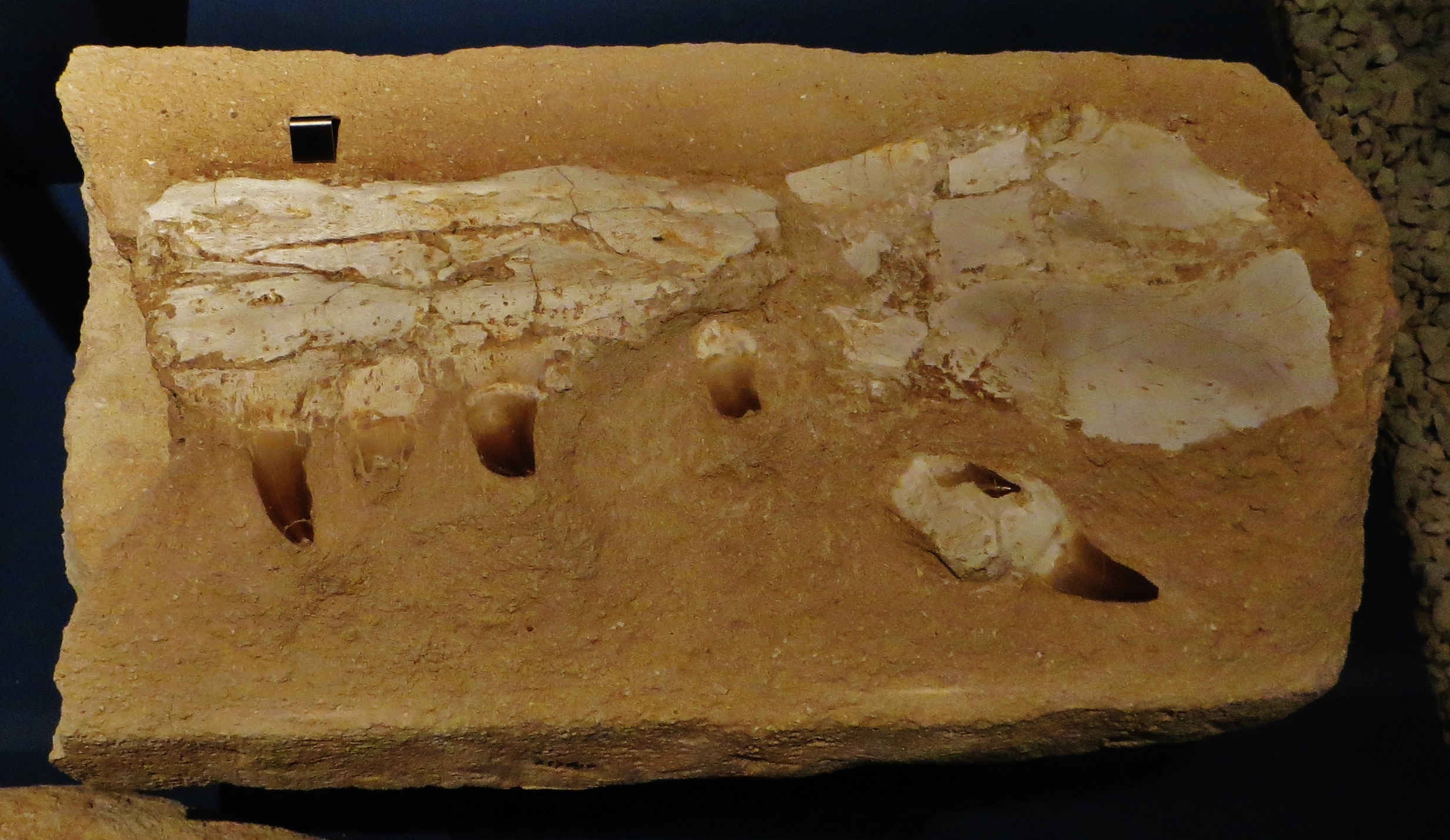
Fossile de mosasaure marocain attribué à tort à Liodon anceps.

Liodon anceps a été décrit pour la première fois comme Leiodon anceps par Richard Owen en 1841, basé uniquement sur deux fragments de dent et une partie mineure de l'os de la mâchoire correspondant découvert dans l'Essex, en Angleterre. Le nom Leiodon dérive du grec ancien λεῖος / leîos « lisse, poli » et ὀδούς, ὀδόντος / odoús, odóntos « dent », signifiant « dent lisse » en raison de la « surface lisse et polie » des dents fossiles. L'épithète spécifique anceps signifie « à deux tranchants », faisant référence aux tranchants à la fois à l'avant et à l'arrière des dents. En 1845, Owen note que les dents qu'il attribua à Leiodon rappellent plus celles de Mosasaurus que tout autre reptile et en 1851 plaça les deux genres dans le nouveau clade Natantia au sein du sous-ordre des Lacertilia.
En 1846, Louis Agassiz note que le nom générique Leiodon était déjà préoccupé par le poisson Leiodon (décrit en 1839) et change par conséquent l'orthographe en Liodon, qui a le même sens étymologique. En 1853, Liodon fut l'un des genres originaux inclus dans la définition de la famille des Mosasauridae par Paul Gervais. Les autres genres initialement inclus dans la famille étaient Mosasaurus, Onchosaurus (en) (plus tard reconnu comme étant une raie), Oplosaurus (un dinosaure sauropode), Macrosaurus (un taxon poubelle de mosasaure) et Geosaurus (un crocodyliforme thalattosuchien).
Au cours de la fin du XIXe siècle, d'autres espèces de Liodon ont été décrites. En plus du matériel attribué plus tard à Tylosaurus, les trois espèces les plus durables attribuées à Liodon furent L. sectorius en 1871 et L. mosasauroides et L. compressidens nommé en 1892. Ces espèces étaient basées sur du matériel mieux conservé que L. anceps et ont donné à Liodon une distribution mondiale, le matériel étant attribué à L. mosasauroides de France et L. sectorius du New Jersey et des Pays-Bas. Une autre espèce, L. asiaticum, fut décrite en 1915 sur la base de fossiles fragmentaires trouvés près de Jérusalem. En plus de ces espèces, des dents isolées provenant de divers endroits, dont la Pologne, les Pays-Bas et le Maroc, ont également été attribuées à Liodon dans le passé.
En 1952, Camille Arambourg attribue des dents fossiles isolées découvertes dans les phosphates du Maastrichtien du Maroc à Mosasaurus (Leiodon) cf. anceps. Il est depuis admis que les petites dents précédemment attribuées à ce taxon appartiennent en fait à Eremiasaurus heterodontus, tandis que les plus grandes appartiendraient vraisemblablement à Thalassotitan.
En 1993, Theagarten Lingam-Soliar a fait valoir que Liodon était un genre distinct et définissable en raison de ses dents hautement spécialisées, ce qui, selon l'auteur, en faisait « probablement le plus efficace chez les Mosasauridae pour arracher des morceaux de proies au corps mou comme les poissons » et d'autres reptiles marins ». Lingham-Soliar suggère également qu'un squelette de mosasaure du Japon autrement identifié comme Mosasaurus hobetsuensis pourrait être un spécimen de Liodon.
L. compressidens, L. mosasauroides et L. sectorius ont été réaffectés comme espèces de Prognathodon par Schulp et al. en 2008. Cette réaffectation fait suite à la découverte que le spécimen type de L. anceps manquait actuellement de tout le matériel dentaire (et par conséquent de toutes ses caractéristiques supposées diagnostiques), ce qui en faisait un nomen dubium, et de la description de l'espèce Prognathodon, P. kianda d'Angola. Les dents de P. kianda ont une morphologie très similaire à celles des trois espèces de Liodon, ce qui signifie qu'elles ont été déterminées comme entrant dans la plage de variation du genre. En 2014, Palci et ses collègues suggèrent que Liodon devrait être synonyme de Mosasaurus en raison des différences entre les deux étant principalement sous la forme de la morphologie des dents, sinon « compatible avec la différenciation au niveau de l'espèce uniquement ». L'étude avance également l'idée que L. anceps et les trois espèces attribuées à Prognathodon en 2008 étaient plus étroitement liées les unes aux autres et à Mosasaurus qu'elles ne l'étaient à Prognathodon, bien qu'elles n'aient fait aucune révision taxonomique formelle. Une analyse de 2021 du matériel de L. asiaticum détermine que L. asiaticum est un nomen dubium et reclasse ses fossiles en Mosasaurini incertae sedis après les avoir déterminés comme non diagnostiques et proches de Mosasaurus et Plotosaurus.

## Classification
Dale Russell classe Liodon dans la tribu Mosasaurini de la sous-famille des Mosasaurinae en 1967 en raison de la « grande ressemblance » des fossiles de L. mosasauroides avec Mosasaurus. Au cours de la fin du XIXe siècle et du début du XXe siècle, plusieurs chercheurs, dont Albert Gaudry en 1892 et Per-Ove Persson en 1959, suggèrent que L. anceps (mais aucune des autres espèces nommé) était congénère du genre de tylosaurinés Hainosaurus, ce que Russell croyait également être une possibilité.
Malgré cela, Liodon est traditionnellement (avec ou sans aucune espèce en plus de L. anceps) maintenu dans les Mosasaurinae en raison des petites différences qui le séparent de Mosasaurus. Schulp et al. conçoit L. anceps comme un proche parent ramifié à la base de Prognathodon,
.